# Atri: My Dear Moments
Atri: My Dear Moments (zapis stylizowany ATRI -My Dear Moments-) – gra komputerowa z gatunku powieści wizualnych, wyprodukowana przez przedsiębiorstwo Frontwing i studio Makura. Została wydana 19 czerwca 2020 przez Aniplex.exe na platformie Windows. 16 grudnia 2021 przedsiębiorstwo iMel wydało również wersję na urządzenia z systemami Android, iOS i konsolę Nintendo Switch.
Adaptacja w formie mangi autorstwa Jako ukazuje się na łamach magazynu „Comptiq” wydawnictwa Kadokawa Shoten od 7 października 2022.
Na podstawie powieści wizualnej studio Troyca wyprodukowało serial anime, który emitowano od lipca do października 2024.

## Fabuła
W odległej przyszłości nagły wzrost poziomu morza sprawił, że większość lądu znalazła się pod wodą. Natsuki Ikaruga, chłopak, który kilka lat wcześniej stracił w wypadku matkę i nogę, wciąż odczuwa przeszywający ból w brakującej kończynie. Pozostawiony bez rodziny, wszystko co ma to statek oraz łódź podwodna odziedziczone po babci oceanolog. Jednak wraz z jej śmiercią przeszły na niego również jej długi. Niedługo potem do Natsukiego zgłasza się windykatorka, która proponuje mu, aby spłacił zobowiązania, sprzedając wartościowy przedmiot rzekomo pozostawiony w zatopionym laboratorium babci. Bohater dociera na dno morza, jednak nie znajduje tam żadnego skarbu, tylko żeńskiego androida o imieniu Atri.

## Bohaterowie
- Natsuki Ikaruga (jap. 斑鳩夏生 Ikaruga Natsuki)

Seiyū: Kenshō Ono 
- Atri (jap. アトリ Atori)

Seiyū: Hikaru Akao 
- Minamo Kamishiro (jap. 神白水菜萌 Kamishiro Minamo)

Seiyū: Minami Takahashi 
- Ryuuji Nojima (jap. 野島竜司 Nojima Ryuuji)

Seiyū: Yoshimasa Hosoya 
- Catherine (jap. キャサリン Kyasarin)

Seiyū: Yōko Hikasa 
- Ririka Nanami (jap. 名波凜々花 Nanami Ririka)

Seiyū: Anzu Haruno 

## Muzyka
Ścieżka dźwiękowa gry została wydana w postaci cyfrowej 28 października 2020. Album zawiera 20 utworów skomponowanych przez Fuminoriego Matsumoto, a także pełną wersję piosenki otwierającej „Hikari hanate!”, którą zaśpiewała Mami Yanagi, oraz końcowej „Dear Moments” w wykonaniu Hikaru Akao.

## Manga
Adaptacja w formie mangi z ilustracjami autorstwa Jako ukazuje się w magazynie „Comptiq” wydawnictwa Kadokawa Shoten od 7 października 2022.

## Anime
24 września 2022, podczas wydarzenia Aniplex Online Fest 2022, ogłoszono powstanie adaptacji w formie telewizyjnego serialu anime, za produkcję której odpowiada studio Troyca. Reżyserem jest Makoto Katō, scenariusz napisał Jukki Hanada, postacie zaprojektowała Michio Satō, a muzykę skomponował Fuminori Matsumoto. Anime było emitowane od 14 lipca do 6 października 2024. Motywem otwierającym jest „Ano hikari” w wykonaniu Nogizaka46, końcowym zaś „YES to NO no aida ni” autorstwa 22/7.